# Tra un atto e l'altro
Tra un atto e l'altro è l'ultimo romanzo di Virginia Woolf, pubblicato nel 1941, poco dopo il suo suicidio. 
Le relazioni tra i personaggi e gli aspetti della loro personalità sono esplorate in modo approfondito, soprattutto quelle dei personaggi femminili. 

## Trama
La trama descrive una calda giornata di giugno nel 1939, poco prima della seconda guerra mondiale,  durante la quale diversi uomini e donne inglesi di varia estrazione sociale si incontrano in una casa di campagna nell'entroterra britannico e per sopprimere la noia organizzano uno spettacolo teatrale, al quale partecipa tutta la comunità locale. Il proprietario della casa è un vedovo pensionato di nome Bartholemew Oliver, ufficiale dell'Esercito indiano. Vive con la sorella Lucy Swithin. Viene descritto come "un po' eccentrico ma innocuo". Oliver ha un figlio, Giles, che ha un lavoro in città; è un uomo inquieto e frustrato. Sua moglie Isa sta a casa con i suoi due figli e, avendo perso interesse per lui, è attratta dal signor Haines, un agricoltore locale, anche se il rapporto non va oltre il mero contatto visivo. Nel corso della giornata, la signora Manresa e il suo amico William Dodge si recano alla recita, organizzata dall'attrice Miss La Trobe. La giornata è scandita dai piccoli momenti che precedono e accompagnano la rappresentazione. La signora Manresa flirta con Oliver e Giles, in modo, e William Dodge resta in disparte, anche a causa del suo malcelato orientamento omosessuale. La recita si svolge la sera e si compone di tre parti principali. Dopo un prologo, si apre la prima scena con un dialogo romantico di tipo shakespeariano. La seconda scena rappresenta una parodia di una commedia della Restaurazione, e la terza scena si rifà invece al panorama dell'ambiente Vittoriano. La scena finale, intitolata "noi", contiene una scena ad effetto. Il libro si conclude ciclicamente con la vita dei vari personaggi del paese che torna alla più totale normalità.

## Personaggi
- Bartholemew Oliver
- Giles Oliver
- Isa Oliver
- Lucy Swithin
- Miss La Trobe
- Rupert Haines
- Mrs Manresa
- William Dodge

## Edizioni italiane
- Tra un atto e l'altro, traduzione di Francesca Wagner e Franco Cordelli, a cura di F. Cordelli, Collana Biblioteca della Fenice n.18, Parma, Guanda, 1978.
- Tra un atto e l'altro, trad. e cura di Chiara Valerio, Collana Narrativa, Roma, Nottetempo, 2015, ISBN 978-88-745-2546-1.